# Stumpfblättriges Schönschnabelmoos

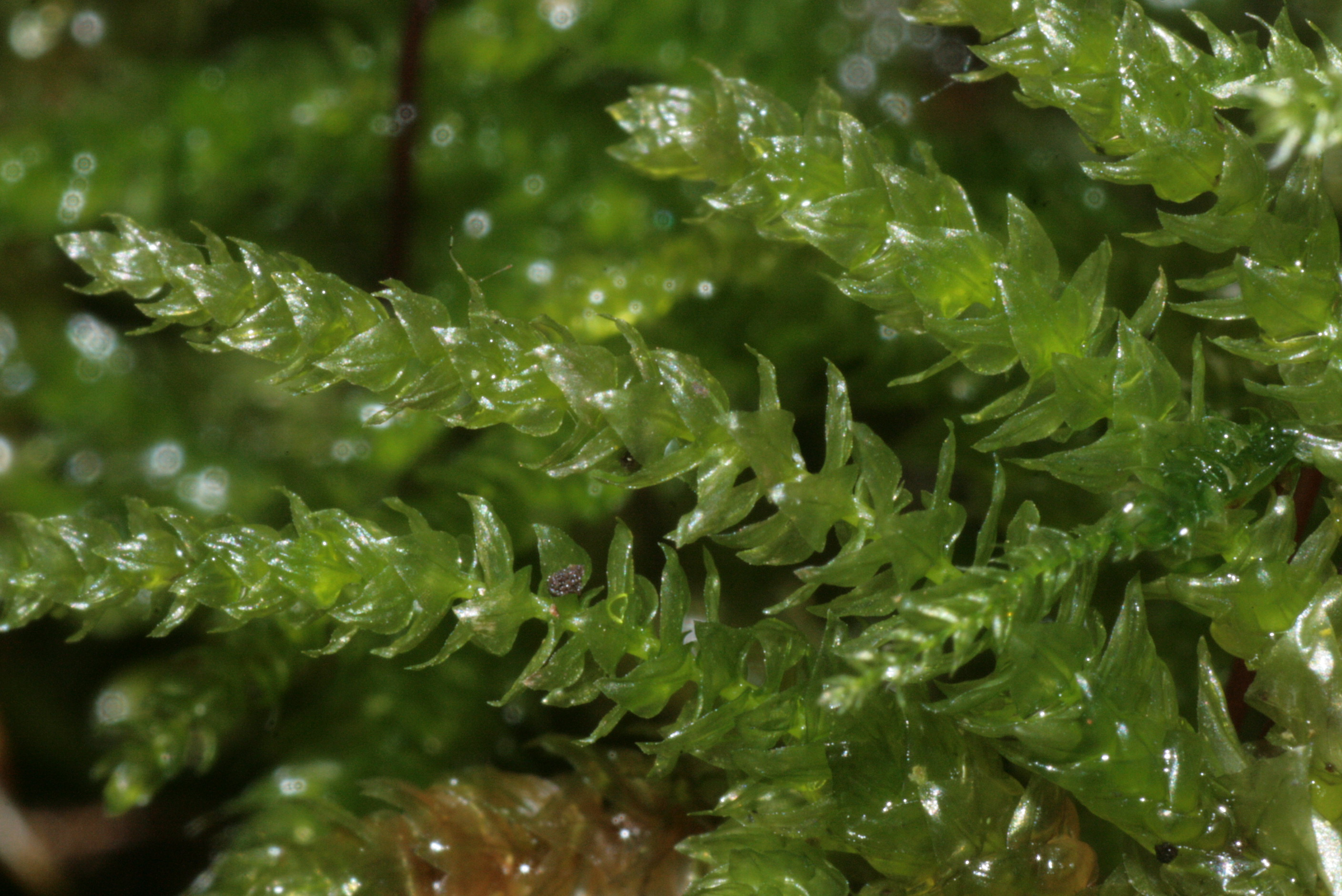
Nahansicht

Das Stumpfblättrige Schönschnabelmoos (Eurhynchium angustirete) ist ein pleurokarpes Laubmoos aus der Familie Brachytheciaceae.

## Merkmale
Diese Moosart bildet bis über 5 Zentimeter hohe, lockere, grüne, glänzende und oft recht ausgedehnte Rasen. Die kräftigen Pflanzen sind häufig bäumchenförmig verzweigt, einzelne Äste oft flagellenartig verlängert. Die Stämmchenblätter sind herzförmig und breit zugespitzt, sparrig abstehend, längsfaltig und an den Rändern ringsum gesägt. Die Blätter sind etwa 1,2 bis 1,3 Mal so lang als breit und in der Blattspitze weisen die Blattränder einen Winkel von 45 bis 85 Grad auf. Astblätter sind etwas kleiner und schmaler. Alle Blätter haben eine einfache Rippe bis etwa 3/4 der Blattlänge, wobei das Ende der Rippe meist auf der Blattrückseite als Dorn austritt. Die Blattzellen sind in der Blattmitte linealisch und dünnwandig, am Blattgrund kürzer, etwas breiter, mäßig dickwandig und getüpfelt; die Blattflügelzellen sind rechteckig.
Das Moos fruchtet nicht häufig; die Sporenreife kann das ganze Jahr über erfolgen. Der Sporophyt besitzt eine aufrechte, rote, glatte Seta, die eine geneigte bis horizontale, gekrümmte, zylindrische Sporenkapsel trägt.

## Vorkommen und Verbreitung
Das Stumpfblättrige Schönschnabelmoos wächst an schattigen, frischen oder feuchten, basischen bis mäßig sauren Standorten vorwiegend auf Waldboden, des Weiteren auf morschem Holz und an Stammbasen. 
In Mitteleuropa ist es in submontanen und montanen Lagen allgemein verbreitet und dort eine der häufigsten Moosarten. Die Gesamtverbreitung umfasst Europa und Asien.

## Ähnliche nahe verwandte Art
Das Stumpfblättrige Schönschnabelmoos ähnelt dem nahe verwandten Spitzblättrigen Schönschnabelmoos (Eurhynchium striatum), das vorwiegend von der Ebene bis in die untere Bergstufe verbreitet ist. Das Stumpfblättrige Schönschnabelmoos unterscheidet sich von jener Art durch kürzere und breiter zugespitzte Blätter.